# Юла (приток на Пинега)
Юла (на руски: Юла) е река в източната част на Архангелска област в Русия, ляв приток на Пинега (десен приток на Северна Двина). Дължина 250 km. Площ на водосборния басейн 5290 km².
Река Юла води началото си на 180 m н.в., от междуречието на реките Северна Двина и десният ѝ приток Пинега, в източната част на Архангелска област. По цялото си протежение тече предимно в северна посока, в широка, заблатена и залесена долина, в която силно меандрира. Влива се отляво в река Пинега (десен приток на Северна Двина), при нейния 314 km, на 38 m н.в., при село Кушкопала. Основни притоци: леви – Юрак (63 km); десни – Ура (83 km), Верхная Шукша (54 km), Нижная Шукша (69 km). Има смесено подхранване с преобладаване на снежното. Среден годишен отток на 20 km от устието 46,7 m³/s. Заледява се през ноември, а се размразява в края на април или през май. По течението на реката в долното ѝ течение е разположено само едно постоянно населено място – село Пачиха.